# جيم فيتزباتريك (لاعب كرة قدم أسترالية)
جيم فيتزباتريك (بالإنجليزية: Jim Fitzpatrick)‏ هو لاعب كرة قدم أسترالية أسترالي، ولد في 21 يوليو 1886، وتوفي في 9 سبتمبر 1960.

## وصلات خارجية
- جيم فيتزباتريك على موقع AustralianFootball.com (الإنجليزية)
- جيم فيتزباتريك على موقع AFLtables.com (الإنجليزية)